# Macaduma fuliginosa
Macaduma fuliginosa là một loài bướm đêm thuộc phân họ Arctiinae, họ Erebidae.